# Listă de familii boierești
Aceasta este o listă de familii boierești.
- Familia Arbore
- Familia Balotă
- Familia Bădărău [1]
- Familia Bălăceanu
- Familia Bosie [2]
- Familia Brăiloi [3]
- Familia Brâncoveanu
- Familia Bușilă
- Familia Calerghi [4]
- Familia Callimachi
- Familia Cantacuzino
- Familia Cantemir
- Familia Carianopol [5]
- Familia Crihan Anton Crihan
- Familia Carionfil Cristescu [6]
- Familia Casassovici [7][8]
- Familia Câmpineanu, pomenită pentru prima dată în documente în 1659, pe timpul domniei lui Mihnea al III-lea Radu.[9]
- Familia Cesianu/Cezianu(Jianu)
- Familia Chintești [10]
- Familia Chirescu - neamul care a adus învățătura în Dobrogea [11]
- Familia Cotești [12]
- Familia Craioveștilor
- Familia Crăsnaru [13]
- Dinastia Dăneștilor
- Familia Diamandy [14]
- Dinastia Drăculeștilor
- Familia Drugă [15]
- Familia Eliescu [16]
- Familia Emandi [17]
- Familia Filipescu [18][19][20]
- Familia Florescu [21]
- Familia Fundățeni [22]
- Familia Giosani [23]
- Familia Golescu
- Familia Grădișteanu
- Familia Greceanu
- Familia Hagi Enuș [5]
- Familia Hâjdău
- Familia Jianu - din care se trage vestitul haiduc, Iancu Jianu și Dr. Amza Jianu, primul neurochirurg din România
- Familia Korne [24]
- Familia Lecca [25]
- Familia Lerești [26]
- Familia Magheru
- Familia Mărgărit
- Familia Marineanu [27]
- Familia Miclescu
- Dinastia Movilă
- Familia Mănăstireanu
- Familia Niculescu-Dorobanțu [28]
- Familia Onciul [29]
- Familia Pâcleanu [30]
- Familia Pisoschi [31]
- Familia Pleșia [32]
- Familia Pleșnilă [33]
- Familia Pleșoianu [34]
- Familia Pruncul [35]
- Familia Racovitză [36]
- Familia Rallet [37]
- Familia Râșcanu
- Familia Rioșeni [38]
- Familia Rosetti
- Familia Rusănești [39]
- Familia Slăvilă [40]
- Familia Savoia [41]
- Familia Stoicescu [42]
- Familia Șoarec [43]
- Familia Șoldan
- Familia Șeptilici [44]
- Familia Turburești [45]
- Familia Urlățeni [46]
- Familia Vidrașcu [47]
- Familia Yarka [48]